# ボールルーム・ダンシング (ポール・マッカートニーの曲)
ボールルーム・ダンシング（Ballroom Dancing）は、1982年にポール・マッカートニー（Paul McCartney ）が発表した楽曲。アルバム『タッグ・オブ・ウォー』に収録されている。LPレコード版ではB面の冒頭であった。ギターでデニー・レインが参加している。中間部のナレーションはピーター・マーシャル。
アルバム『ヤァ!ブロード・ストリート』にリメイク版が収録されている。

## 収録アルバム
- 『タッグ・オブ・ウォー』